# Meazzi Edizioni Discografiche
La Meazzi Edizioni Discografiche è stata una casa discografica italiana. In alcune incisioni distribuite viene anche indicata con la sigla EDM. Si tratta di una sotto-etichetta dell'omonima azienda (Meazzi) di chitarre, strumenti musicali, amplificatori e riproduttori audio.

## Storia
La casa discografica è stata fondata alla fine degli anni cinquanta, come espansione sul mercato discografico dell'omonima ditta di strumenti musicali ed amplificatori di proprietà dei tre fratelli Enrico, Remo e Marino Meazzi e del loro cognato Luigi Scarpini; la sede di entrambe era a Milano in via Piatti.
Il gruppo Meazzi era già presente nel mercato discografico con due piccole etichette, l'Astraphon del maestro Aldo Pagani e la Hollywood, specializzata perlopiù in jazz, di cui curava la distribuzione.
Le sue pubblicazioni riguardarono principalmente inni di partito, inni risorgimentali, canti popolari, operette, formazioni jazz, complessi e solisti beat, ma anche cantanti più melodici o di altri generi: presso la Meazzi infatti debuttarono anche Christian e Giovanna, ed incisero l'attore Paolo Poli ed i jazzisti Mario Pezzotta, Franco Cerri, Enrico Intra, Leonello Bionda, Enrico Lucchini e complessi come: Flaminia Street jazz Band, Gil Cuppini Quintet, Alceo Guatelli Sextet, Original Lambro Jazz Band, Carlo Loffredo and His New Orleans Parad, Jimmy Fontana and His Trio, Marcello Riccio Swing Quintet, I Magnifici, I Magnifici 4 e The Green Sound.
Tra i cantanti all'italiana nel catalogo figuravano anche Nilo Ossani che incise una collana di canzoni senza tempo in 45 giri e 33 giri e Giorgio Consolini.
Tra gli arrangiatori che lavorarono per l'etichetta è da ricordare il direttore d'orchestra Gianni Fallabrino, che ne divenne anche direttore artistico.
Per quel che riguarda la distribuzione, la Meazzi nel corso degli anni ha distribuito molte etichette minori, come la G.B.C. (diretta da Gian Bruto Castelfranchi), la Panoramic Record, e la Humour Play.
L'etichetta fu ceduta negli anni settanta al discografico Freddy Naggiar. Come spesso avviene in questi casi, la casa rimase inattiva per qualche tempo, prima di essere legalmente liquidata.
Naggiar, nel 2010, ha direttamente smentito le voci secondo le quali la Baby Records sia stata uno spin-off delle attività Meazzi, ribadendo di aver creato il marchio in totale indipendenza.

## Dischi
La datazione qui riportata si basa sull'etichetta del disco o sulla copertina; qualora nessuno di questi elementi abbia una datazione, è basata sulla numerazione del catalogo; talora è, infine, basata sul codice della matrice di stampa. Se esistenti, sono riportati, oltre all'anno, il mese e il giorno (quest'ultimo dato si trova, a volte, stampato sul vinile).

### 33 giri
| Numero di catalogo                       | Anno              | Interprete                                | Titoli                                                   |
| ---------------------------------------- | ----------------- | ----------------------------------------- | -------------------------------------------------------- |
| MLX 03001                                | 1960              | Jimmy Fontana                             | I bestsellers                                            |
| MLP 04012                                | 1º settembre 1963 | Gil Cuppini Quintet                       | What's New?                                              |
| MLX 04014                                | 1963              | Gianni Fallabrino                         | L'Orchestra di Gianni Fallabrino Swinga gli anni 30 n. 1 |
| MLX 04015                                | 1963              | Gianni Fallabrino                         | L'Orchestra di Gianni Fallabrino Swinga gli anni 30 n. 2 |
| MLX 04016                                | 1963              | Gianni Fallabrino                         | Gianni Fallabrino e la sua orchestra                     |
| MLX 04025                                | 1964              | Jimmy Fontana e altri                     | Natale in famiglia                                       |
| MLX 04026 (ristampa BW 4026 su Broadway) | 1964              | Gil Cuppini                               | Dance + vocal mix                                        |
| MLX 04027                                | 1965              | Giorgio Consolini                         | Ricordi di papà                                          |
| MLX 04028                                | 1965              | Giorgio Consolini                         | Serenate                                                 |
| BW 04037                                 | 1966              | Mario Pezzotta                            | Mario Pezzotta                                           |
| MLX 04037                                | 1966              | Mario Pezzotta                            | Mario Pezzotta                                           |
| MLX 04038 (ristampa di MLX 03001)        | 1966              | Jimmy Fontana                             | I bestsellers                                            |
| BW 04039                                 | 1966              | Mario Pezzotta                            | Shake shake shake                                        |
| MLX 04045                                | 1967              | Anna Marchetti                            | Per conquistare tutti                                    |
| MLPS 04048                               | luglio 1968       | Gil Cuppini Band featuring Dusko Gojkovic | Sof' Stroke                                              |
| MLX 04049                                | 1968              | The Green Sound                           | Adagio di Albinoni                                       |

### 45 giri
| Numero di catalogo                                 | Anno            | Interprete                                     | Titoli                                                           |
| -------------------------------------------------- | --------------- | ---------------------------------------------- | ---------------------------------------------------------------- |
| M 01088                                            | 1961            | Mara Del Rio                                   | La pioggia ha la tua voce/Cha cha cha in Paris                   |
| M 01089                                            | 1961            | Mara Del Rio                                   | E la vita continua/Mai più cow-boy                               |
| M 01109                                            | 1961            | Giorgia                                        | Frontiere/Lady Peccato                                           |
| M 01112                                            | 1961            | Mara Del Rio                                   | Non tentarmi/Bolero gitano                                       |
| M 01114                                            | 1961            | Paula                                          | Poema d'amore/Sogni colorati                                     |
| M 01115                                            | 1961            | Mara Del Rio                                   | Prezzemolino/Baci baci baci                                      |
| M 01127                                            | 1962            | Gianni Fallabrino                              | Pizzicato in swing/Tango 2000                                    |
| M 01128                                            | 1962            | I Magnifici 4                                  | Bambina bambina/Nata per me                                      |
| M 01132                                            | 1962            | Ennio Sangiusto                                | Hello Mary Lou/Amico charleston                                  |
| M 01134                                            | 1962            | Ernesto Bonino                                 | Gondolì gondolà/Loro                                             |
| M 01142                                            | 1962            | The Twisters                                   | Peppermint Twist Time/Silly Chili                                |
| M 01147                                            | 1962            | Gianni Fallabrino                              | Addio sogni di gloria/L'abito da festa                           |
| M 01150                                            | 1962            | Nicola Filacuridi                              | 'O sole mio/'O paese d' 'o sole                                  |
| M 01153                                            | 16 luglio 1962  | Ennio Sangiusto e I Kent                       | Speedy Gonzales/Il pirata (del twist)                            |
| M 01154                                            | 1962            | Jan Langosz                                    | Calypso tirolese/Tyrol's Echo                                    |
| M 01155                                            | 1962            | Mara Del Rio                                   | Romeo/La candela                                                 |
| M 01156                                            | 1962            | Franco Talò                                    | Ragazzo triste/L'alba                                            |
| M 01157                                            | 1962            | Ennio Sangiusto                                | L'ho soltanto baciata/Gigolò                                     |
| M 01158                                            | 1962            | Ennio Sangiusto                                | Habibi Twist/Mexico                                              |
| M 01159                                            | 1962            | Ella Mari Passino                              | Se mi scriverai/L'estate ritorna                                 |
| M 01165                                            | 1962            | The Rhythm Maniacs                             | Jingle bells twist/When the saints twist                         |
| M 01168                                            | 1962            | Rocco Montana                                  | Vorrei piangere/Sentieri blu                                     |
| M 01169                                            | 1962            | Fabio Montenotte                               | Settembre ti dirà/La notte verrà                                 |
| M 01171                                            | 1962            | Ennio Sangiusto                                | Rivivere/Briciole di luna                                        |
| M 01172                                            | 1962            | Ennio Sangiusto                                | Ay que calor/Lanterna blu                                        |
| M 01178                                            | 1962            | Giorgio Consolini                              | Il cielo è lontano/Una chitarra nella notte                      |
| M 01179                                            | 1962            | Giorgio Consolini                              | Notte romana/Se mi scriverai                                     |
| M 01180                                            | 1962            | Giorgio Consolini                              | Barcelona de noche/Ti voglio amar                                |
| M 01190                                            | 1963            | Ennio Sangiusto                                | Le voci/Gilda                                                    |
| M 01191                                            | 1963            | Ennio Sangiusto                                | La ballata del pedone/Bussicabombaio                             |
| M 01200                                            | 15 maggio 1963  | Giorgio Consolini                              | Romagna mia/La vita è bella                                      |
| M 01201                                            | 1963            | Giorgio Consolini                              | Non volevo credere/Polvere                                       |
| M 01202                                            | 1963            | Giorgio Consolini                              | Cenere/Perdonami                                                 |
| M 01204                                            | 1963            | Giorgio Consolini                              | Non ti ricordi/È troppo tardi                                    |
| M 01207                                            | 1963            | Lilly Bonato                                   | La nostra età/Luna continentale                                  |
| M 01208                                            | 1963            | Paula                                          | Perché non telefoni più/Sei un po' triste                        |
| M 01210                                            | 1963            | Giorgio Consolini                              | Giamaica/Granada                                                 |
| M 01210 (stesso numero di catalogo del precedente) | 1963            | Giorgio Consolini                              | Cantiamo all'italiana/Strade romane                              |
| M 01217                                            | 1963            | Giorgio Consolini                              | Vecchie strade/Il cielo è lontano                                |
| M 01218                                            | 1963            | I Magnifici                                    | La danza delle spade/Cambiati la faccia                          |
| M 01219                                            | 1963            | Paula                                          | Gondola twist/Marcel                                             |
| M 01222                                            | 1963            | Lilly Bonato                                   | La nostra età/La sfida                                           |
| M 01231                                            | 1963            | Mario Pezzotta                                 | Mister Dixie/Blue trombone                                       |
| M 01232                                            | 1963            | Ennio Sangiusto                                | Giuseppina/Lanterna blu                                          |
| M 01233                                            | 1963            | Lilly Bonato (lato A) - Rocco Montana (lato B) | Vieni via/Taci                                                   |
| M 01236                                            | 1964            | I Magnifici                                    | Tipi come te/troppo bella per me                                 |
| M 01237                                            | 1964            | Alberto Pizzigoni                              | Chitarre in Italy/Scherzo andaluso                               |
| M 01240                                            | 1964            | Gianni Fallabrino                              | Taci/Ballata russa                                               |
| M 01241                                            | 1964            | Lilly Bonato                                   | Tu piangi per niente/Il ragazzo                                  |
| M 01249                                            | 1964            | Lilly Bonato                                   | La sfida/La nostra età                                           |
| M 01254                                            | 1964            | Ennio Sangiusto                                | Non è finita/Giuseppina                                          |
| M 01258                                            | 1964            | Franco Talò                                    | Il rimorso/Orfeo bianco                                          |
| M 01259                                            | 1964            | Thomas Fidelio                                 | Legate i cani/Amore mio (Noi ci siamo lasciati)                  |
| M 01260                                            | 1964            | Lilly Bonato                                   | L'ho conosciuto al mare/La sfida                                 |
| M 01263                                            | 1964            | Franco Talò                                    | Mi fai tanto male/Non mi potrai scordar                          |
| M 01264                                            | 1965            | Lilly Bonato                                   | È la fine del mondo/Un amore senza fine                          |
| M 01266                                            | 1965            | Giorgio Consolini                              | Serenatella a mamma/Serenata del somarello                       |
| M 01267                                            | 1964            | Franco Talò                                    | Mi fai tanto male/Non mi potrai scordare                         |
| M 01269                                            | 1965            | Franco Talò                                    | Quando verrai per il tuo perdono/Bambina mia lontana             |
| M 01271                                            | 1965            | Anna Marchetti                                 | Tristezze/Io sono così                                           |
| M 01272                                            | 1965            | Danilo Sacchi                                  | Io ma chi sono/Non andar via stasera                             |
| M 01275                                            | 1965            | Anna Marchetti                                 | Che fai tu luna in ciel/Tristezze                                |
| M 01277                                            | 1965            | Franco Ragona                                  | Con l'estate che verrà/Sei così                                  |
| M 01278                                            | 1965            | Anna Marchetti                                 | Più di ieri/Canto d'amore                                        |
| M 01279                                            | 1965            | Ennio Sangiusto                                | El porompompero/Sei tornata                                      |
| M 01284                                            | 1965            | Anna Marchetti                                 | Il colore dell'amore/Se tu fossi un vero amico                   |
| M 01285                                            | 1965            | Plinio Maggi                                   | Se le mie parole non bastano/Questa sera noi ci lasceremo        |
| M 01286                                            | 1966            | Lilly Bonato                                   | Butterfly/Il mio solo amore                                      |
| M 01287                                            | 1966            | Plinio Maggi                                   | Io ti amo/Quando tu partirai                                     |
| M 01288                                            | 1966            | Anna Marchetti                                 | Io ti amo/Ma perché lo fai                                       |
| M 01289                                            | 1966            | Franco Talò                                    | Prendi il mio fazzoletto/Quando l'amore se n'è andato            |
| M 01290                                            | 1966            | Franco Ragona                                  | Arrivederci a settembre/Matti per amore                          |
| M 01291                                            | 1966            | Danilo Sacchi                                  | Il pianto di un ragazzo (Young boy)/Non guarderò nel tuo passato |
| M 01292                                            | 1966            | Franco Talò e i Cicisbei                       | La casa della felicità/Sei la mia vita                           |
| M 01293                                            | 1966            | Franco Talò e i Cicisbei                       | Io ti dedico amore/La casa della felicità                        |
| M 01294                                            | 1966            | Anna Marchetti                                 | La rapsodia del vecchio Liszt/Se tu fossi un vero amico          |
| M 01297                                            | 1966            | Anna Marchetti                                 | Chi lo sa/Oggi son contenta                                      |
| M 01298                                            | 1966            | Michele Accidenti                              | Lei è con me/Terra dei miei sogni                                |
| M 01299                                            | 1966            | Lilly Bonato                                   | Il ragazzo beat/Serenata al chiaro di luna                       |
| M 01300                                            | 1966            | Danilo                                         | Lo stesso giorno, la stessa ora/Se ne va                         |
| M 01301                                            | 1966            | Bit-nik                                        | Preghiera per un amico beat/Tu non ridi più                      |
| M 01302                                            | 1967            | Anna Marchetti                                 | Gira finché vuoi/L'ultima parola                                 |
| M 01303                                            | 1967            | Giovanna                                       | Ricordi notturni/Piango                                          |
| M 01304                                            | 1967            | Maximilian                                     | Nasce un giorno/Ti guardo in viso                                |
| M 01305                                            | 1967            | Bebo and Beba                                  | Finché c'è vita c'è speranza/La terra                            |
| M 01306                                            | 1967            | Anna Marchetti                                 | Il mondo cambierà/Ma perché lo fai                               |
| M 01307                                            | 1967            | Bit-nik                                        | Manifesto beat/Realtà n° 1                                       |
| M 01308                                            | 1967            | Lilly Bonato                                   | E se vincesse l'amore/Non mi dire più bugie                      |
| M 01309                                            | 1967            | Anna Marchetti                                 | Per conquistare te/L'ultima parola                               |
| M 01311                                            | 1967            | Bit-nik                                        | Cerca in fondo agli occhi miei/Svegliati e cammina               |
| M 01312                                            | 24 ottobre 1967 | The Green Sound                                | Adagio in sol minore/Green sound                                 |
| M 01314                                            | 1967            | Maximilian                                     | La speranza/Prima di sera                                        |
| M 01315                                            | 1967            | Bebo and Beba                                  | Se non hai le ruote/Formiche rosse                               |
| M 01317                                            | 1967            | Giovanna                                       | Un uomo così/Mi aspettavo qualcosa di più                        |
| M 01318                                            | 1967            | Lucia Rango                                    | Samba per un amore/Fino all'ultimo minuto                        |
| M 01319                                            | 1968            | Mike Di Leo Group                              | Esiste un momento/Peccato amore che...                           |
| M 01320                                            | 1968            | Christian                                      | Ora sei con me/C'è tanto mare                                    |
| M 01322                                            | 1968            | Bit-nik                                        | Hello goodbye/Ho difeso il mio amore                             |
| M 01322 (stesso numero di catalogo del precedente) | 1968            | Bit-nik                                        | Hello goodbye/Nights in white satin                              |
| M 01323                                            | 1968            | Anna Marchetti                                 | L'estate di Dominique/Essere invisibile/Un muro fra di noi       |
| M 01325                                            | 1968            | Christian                                      | Tutte meno te/Una così così                                      |
| M 01329                                            | 1968            | Salvatore Vinciguerra                          | Lei restava nell'ombra/Madame Olga                               |
| M 01331                                            | 1968            | The Green Sound                                | Arioso Di Bach/Concorde                                          |
| M 01334                                            | 1968            | Gaetano Vece                                   | Briciole di carta/Mia cara Daniela                               |
| M 01335                                            | 1968            | Anna Marchetti                                 | Ma come posso non pensarti più/La mia città                      |
| M 01336                                            | 1968            | Bit-nik                                        | Per un amore/La fine                                             |
| M 01337                                            | 1969            | Christian                                      | Oro & argento/Tra di noi                                         |
| M 01338                                            | 1969            | Gaetano Vece                                   | Hai ragione tu/Melodia                                           |
| M 01340                                            | 1969            | Christian                                      | Amore vero, amore amaro/Guardando gli occhi tuoi                 |
| M 01343                                            | 1969            | Onde blu                                       | Lunedì/Layla                                                     |
| ED 1348                                            | 1969            | Christian                                      | Amore vero, amore amaro/Sayonara                                 |
| EDM 1349                                           | 1969            | The Green Sound                                | Verdi colline/Largo per una chitarra                             |
| EDM 01350                                          | 1969            | Anna Marchetti                                 | Amore di donna/Quando i ragazzi si baciano                       |
| EDM 01352                                          | 1970            | The Green Sound                                | Costa Esmeralda/Guitar Style                                     |

### 45 giri con altra numerazione
| Numero di catalogo | Anno             | Interprete     | Titoli                                |
| ------------------ | ---------------- | -------------- | ------------------------------------- |
| MX 5014            | 14 dicembre 1964 | Mario Pezzotta | Blue Skies/Eco di blues               |
| MX 5016            |                  | Mario Pezzotta | Feeling/Swing up                      |
| MX 5031            | 1968             | I Dragoni      | Vorrei annullarmi in te/Dipende da te |

### EP
| Numero di catalogo | Anno | Interprete                                             | Titoli                           |
| ------------------ | ---- | ------------------------------------------------------ | -------------------------------- |
| SE 8001            | 1960 | Henri Salvador                                         | A tutti i bambini                |
| ME 03020           | 1963 | Paolo Poli e II.VV.                                    | Ritorno all'operetta n° 10       |
| ME 03026           | 1963 | Paolo Poli                                             | Ritorno all'operetta             |
| ME 03048           | 1963 | Ernesto Bonino                                         | O baby kiss me                   |
| ME 03055           | 1964 | Giorgio Consolini, Rocco Montana, Lilly Bonato e Paula | L'orchestra di Gianni Fallabrino |

### 45 giri serie Panoramic
La Meazzi creò anche una sottoetichetta dedicata al lancio di gruppi beat emergenti, la Panoramic: i dischi pubblicati hanno, ovviamente, una catalogazione diversa.
| Numero di catalogo | Anno | Interprete | Titoli                                 |
| ------------------ | ---- | ---------- | -------------------------------------- |
| P 171              | 1967 | Corsari    | Il mio sogno/Quattro quarti tempo beat |
| P 172              | 1967 | Boys       | Lady Chatterley/Se tornerai            |
| P 173              | 1967 | Ombre      | Avrai/A noi piace così                 |